# Peter Sellers
Peter Sellers CBE, rojen kot Richard Henry Sellers, angleški igralec in komik, * 8. september 1925, Southsea, Združeno kraljestvo, † 24. julij 1980, London.
Prvič je zaslovel z nastopom v humoristični seriji BBC Radia The Goon Show. Sellers je nastopil v številnih komičnih skladbah, svetovnemu občinstvu pa je postal znan po svojih številnih filmskih vlogah, med njimi glavnega inšpektorja Clouseauja v seriji Rožnati panter.
Svojo filmsko kariero je začel v petdesetih letih prejšnjega stoletja. Čeprav je bila večina njegovih del komičnih, pogosto parodiranih osebnosti avtoritete, kot so vojaški častniki ali policisti, je igral tudi v drugih filmskih žanrih in vlogah. Filmi, ki prikazujejo njegov umetniški razpon, so I'm All Right Jack (1959), Lolita Stanleyja Kubricka (1962) in Dr. Strangelove (1964), What's New Pussycat? (1965), Casino Royale (1967), The Party (1968), Being There (1979) in pet filmov iz serije Pink Panther (1963–1978). Sellersova vsestranskost mu je omogočila, da je upodobil široko paleto komičnih likov z različnimi poudarki in preoblekami, pogosto pa je prevzel več vlog v istem filmu, pogosto s kontrastnimi temperamenti in slogi. Satira in črni humor sta bili glavni značilnosti mnogih njegovih filmov, kot sta bila v njegovih radijskih in glasbenih nastopih, in sta močno vplivala na številne kasnejše komike. Značilno zanj je hladna upodobitev stališča nekega lika, ki ima neomajno potrebo, da ohrani trezno glavo in kontrolo nad stvarmi okoli sebe ali pa izrazito pasiven lik, ki nikoli prav ne razume, kaj se dogaja okoli njega.